# Bicicleta utilitária

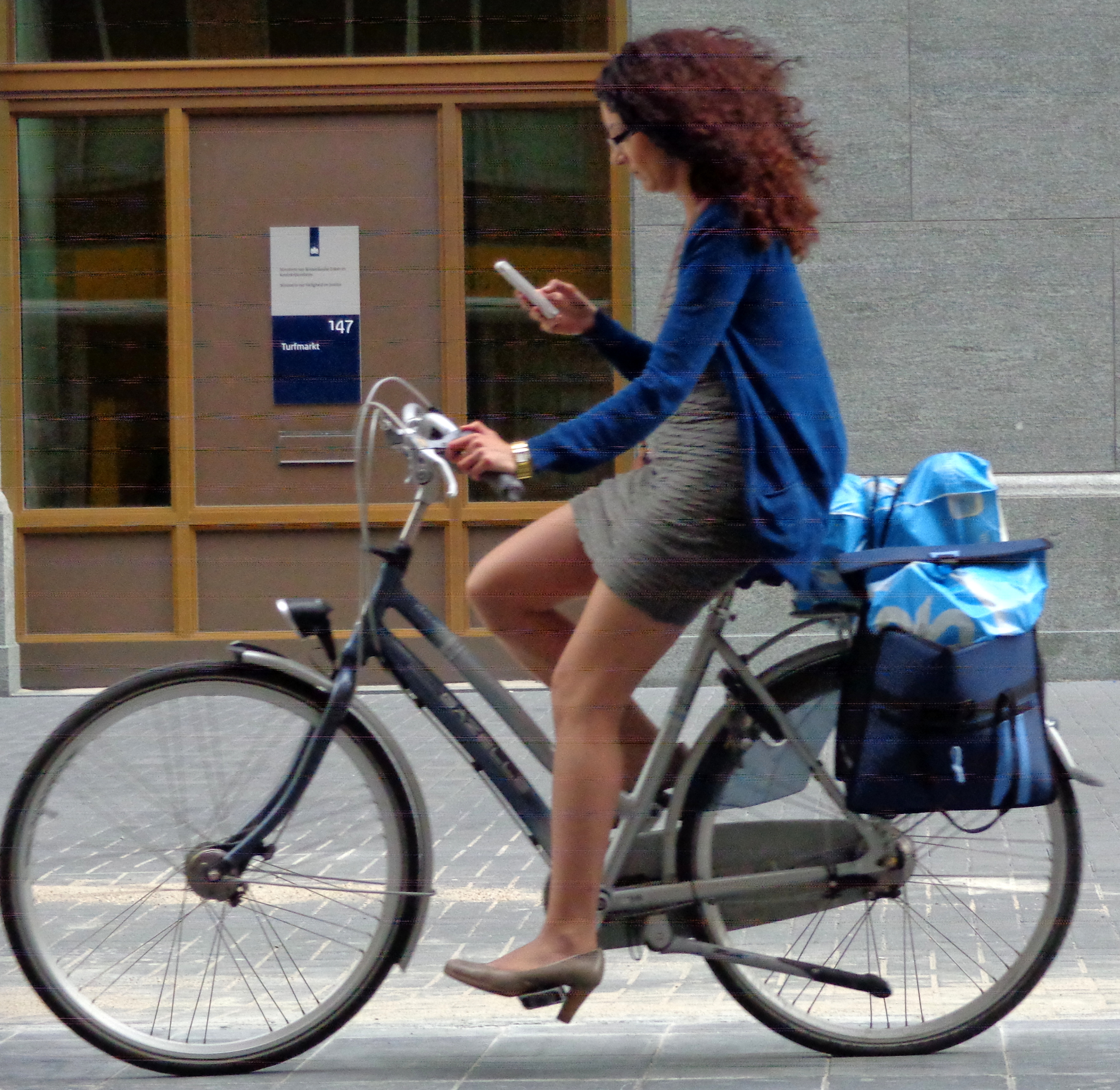
A bicicleta citadina é um dos veículos mais comuns da mobilidade ativa, para transporte do passageiro e alguns bens.

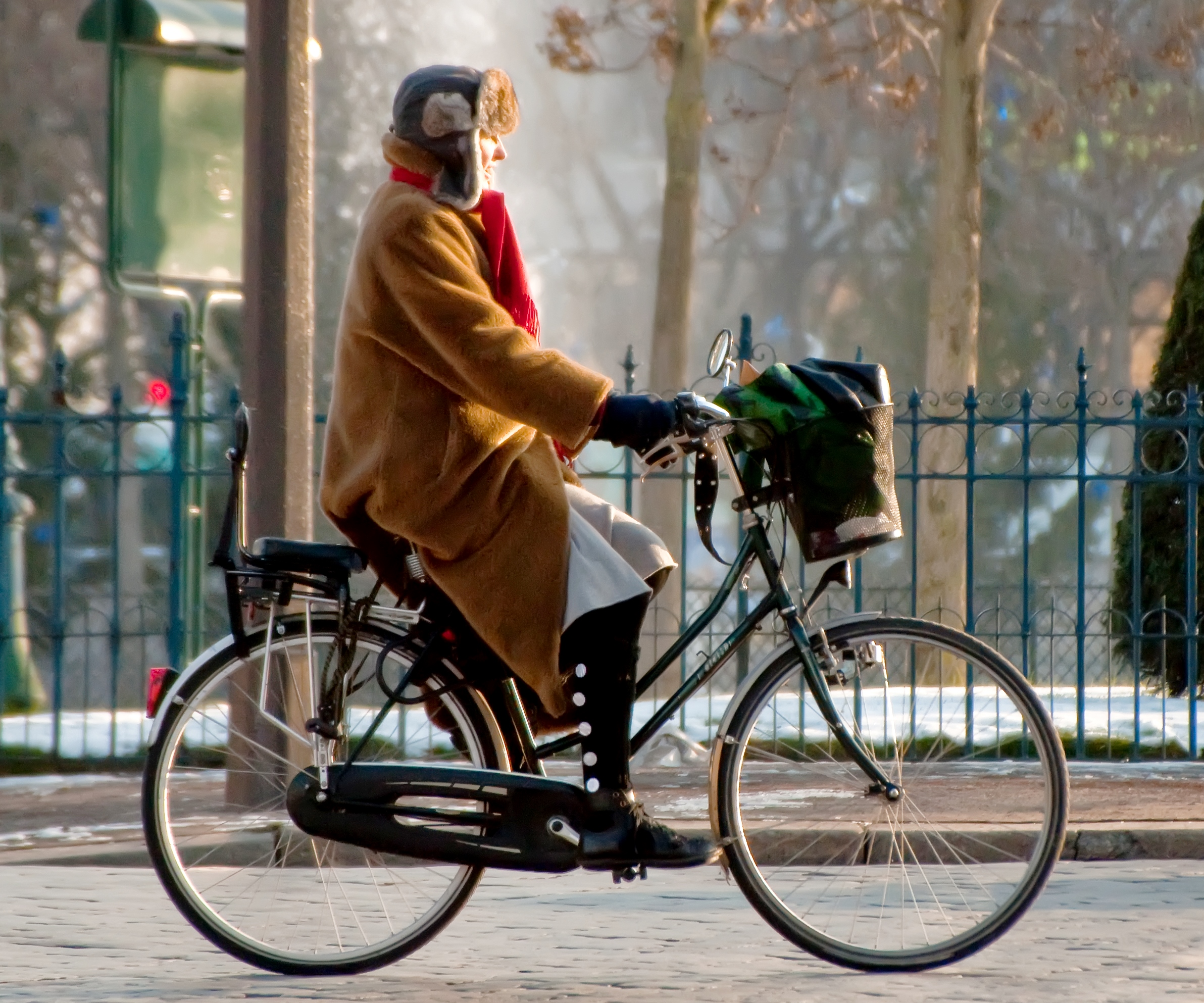
Bicicleta urbana típica da Europa e postura ereta correspondente

Uma bicicleta utilitária, bicicleta citadina, bicicleta urbana, European city bike (ECB) ou bicicleta clássica é uma bicicleta projetada para passeios rápidos e moderadamente frequentes em áreas urbanas relativamente planas. É uma forma de bicicleta utilitária comumente vista em todo o mundo, construída para facilitar o uso diário com roupas normais em uma variedade de condições climáticas. É, portanto, uma bicicleta projetada para o transporte prático, em oposição àquelas principalmente para recreação e competição, como bicicletas de turismo, bicicletas de corrida e bicicletas de montanha. As bicicletas utilitárias são a forma mais comum em todo o mundo,[carece de fontes?] e compreendem a grande maioria encontrada nos países em desenvolvimento. As bicicletas urbanas podem ser de propriedade individual ou operadas como parte de um sistema público de compartilhamento de bicicletas.[carece de fontes?]
Geralmente, como são mais adequadas para ambientes urbanos, eles se concentram mais no conforto e praticidade, em vez de velocidade ou eficiência. Têm normalmente um ligeiramente curvo, mais ou menos plana e alinhada elevada guiador, proporcionar aos utilizadores uma posição sentada. Eles têm menos marchas e geralmente são mais pesados que as bicicletas de estrada. Eles podem ter a barra do quadro central superior alinhada na diagonal para facilitar a montagem dentro e fora e podem ter um quadro traseiro ou frontal para o transporte de itens. O selim é geralmente maior em comparação com outras bicicletas e a maioria possui proteção de corrente e pneu contra óleo ou sujeira.

## História

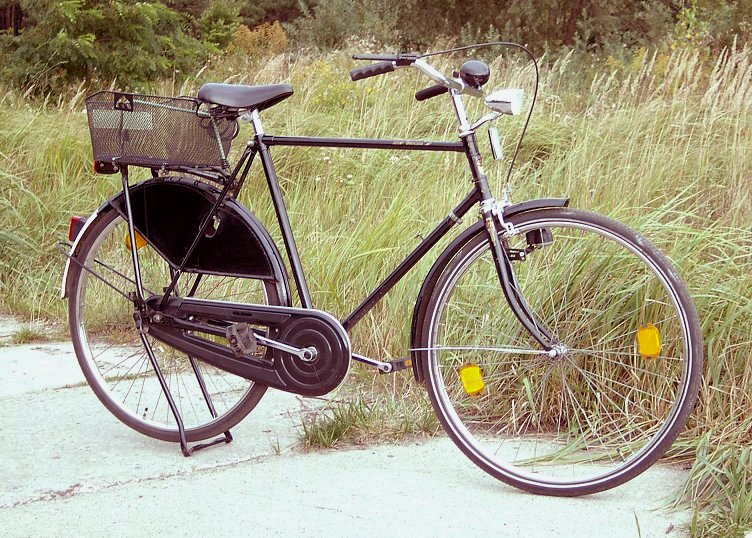
Um roadster holandês tradicional

As bicicletas foram promovidas por suas forças utilitárias desde antes de serem tecnicamente conhecidas como bicicletas. Esperava-se que a dresina e o velocípede se tornassem uma alternativa utilitária e barata aos cavalos por seus criadores. No entanto, o perigo inerente, o custo, o desconforto e os papéis restritivos de gênero da época mantinham-no popular principalmente entre os jovens aventureiros ricos e principalmente para recreação e esporte. O desenvolvimento da moeda de um centavo afastou-se do objetivo utilitário das formas anteriores, com sua condução menos estável e a dificuldade de carregar muita bagagem. Ele promoveu a tendência das bicicletas serem usadas por homens jovens, dispostos a correr riscos, para esporte e recreação. Apesar disso, encontramos a menção mais antiga de bicicletas de trabalho em 1874, em Paris, como contínuos, para um jornal e o mercado de ações montando centavos.
Foi a introdução da bicicleta de segurança que teve sucesso pela primeira vez na construção de uma bicicleta que funcionou bem para fins utilitários, "a dor de um pobre homem". Foi esse desenvolvimento que foi a causa do boom das bicicletas na década de 1890. O principal uso de bicicletas durante o boom ainda era esporte e recreação, mas, além disso, foram adotados por muitas profissões, como polícia, correios, entregadores, trabalhadores municipais e para o transporte básico de pessoas de todas as classes, raças e sexos. Nos EUA, após o boom, o uso mudou drasticamente de esporte e recreação para transporte básico. Em 1902, quando o boom estava chegando ao fim, quase todos os ciclistas estavam pedalando para fins práticos. O preço das bicicletas caiu drasticamente, devido ao aumento da concorrência entre fabricantes e consumidores mais conscientes dos preços; os lucros secaram e muitos fabricantes de bicicletas faliram. A história é semelhante no Reino Unido, mas alguns fabricantes conseguiram lidar melhor com a transição para o transporte baseado em bicicleta, chegando ao ponto de falar de um segundo boom devido a tantas pessoas da classe trabalhadora que adotam o ciclismo. Além disso, os fabricantes britânicos puderam explorar os mercados em desenvolvimento no exterior, principalmente Índia, China e Japão. Em países como os EUA, o uso de bicicletas utilitárias desapareceu até depois da Segunda Guerra Mundial, quando algumas bicicletas britânicas e italianas do tipo roadster viram um breve aumento na popularidade. Desde a Segunda Guerra Mundial, as bicicletas utilitárias continuam populares em países como Holanda, China e grande parte dos países em desenvolvimento.[carece de fontes?]

### Melhorias tecnológicas
Desde a década de 1890, apenas avanços mecânicos incrementais ocorreram para a maioria das bicicletas utilitárias do mundo. De fato, muitas bicicletas na Ásia ainda empregam hastes de freios. Uma exceção a isso foi o desenvolvimento contínuo de sistemas de propulsão substitutos para bicicletas utilitárias na forma de motores a gasolina e transmissões adicionais. Desenvolvidas logo após 1900 na Europa e nos Estados Unidos, as bicicletas utilitárias motorizadas ganharam popularidade na Europa Ocidental após a Segunda Guerra Mundial. Tipicamente, uma pequena ou de dois cavalos de potência, com um motor de dois tempos, foi equipada com um mecanismo de roloacionamento do pneu que converteria qualquer roadster padrão em uma bicicleta motorizada. Como ainda podiam ser impulsionados pelo poder humano, eram considerados bicicletas na maioria dos sistemas nacionais de registro. A bicicleta utilitária motorizada ou ciclomotora oferecia maior alcance, viagens mais rápidas e maior versatilidade para um grande setor do mercado consumidor europeu do pós-guerra, que não podia comprar automóveis ou motocicletas caros.
Em 1962, o advento da bicicleta Moulton trouxe uma nova perspectiva ao conceito tradicional de utilidade. Utilizando quadros e rodas pequenos e facilmente transportáveis, bem como suspensão, o Moulton foi projetado para acomodar o crescente uso público de bicicletas em conjunto com outras formas de transporte em massa. Durante a década de 1990, vários designs de bicicletas foram introduzidos na tentativa de melhorar a bicicleta utilitária tradicional. A maioria delas se concentra no uso de ligas leves de chassi, novos sistemas de freio e engrenagem e assistência eletrônica de navegação e monitoramento.[carece de fontes?]

## Uso
As bicicletas utilitárias são usadas principalmente para viagens de curta distância, recados, compras, lazer ou transporte de mercadorias ou mercadorias. As bicicletas utilitárias também podem ser vistas no serviço postal, na guerra e no transporte de funcionários em grandes locais de trabalho (fábricas, armazéns, aeroportos, lotes de estúdios de cinema etc). Em alguns países, frotas inteiras de bicicletas utilitárias podem ser operadas ou administradas por agências governamentais locais ou nacionais como parte de um programa público de compartilhamento de bicicletas.[carece de fontes?]
A bicicleta utilitária é a forma de bicicleta mais usada em muitas partes não desenvolvidas do mundo. Embora os veículos a motor tenham deslocado as bicicletas para transporte pessoal em muitos países industrializados e pós-industriais, o aumento dos custos de combustível e as preocupações com o meio ambiente levaram muitas pessoas a recorrer novamente às bicicletas para uma variedade de tarefas diárias. Em países onde as bicicletas utilitárias construídas para fins específicos não estão disponíveis ou são inadequadas às condições locais, muitos ciclistas adquiriram bicicletas híbridas, de estrada, de montanha ou de passeio para pendulares e uso geral de serviços públicos, geralmente reformando modelos antigos ou usados. Alguns países, principalmente China, Índia, Holanda, Dinamarca e região flamenga da Bélgica, continuam produzindo versões da bicicleta utilitária. Além disso, o Deutsche Post usa uma versão de uma bicicleta utilitária na maioria das cidades alemãs para entrega de correspondência.[carece de fontes?]

## Tipos e fabricantes

### Tipos
Outros exemplos de bicicletas utilitárias para pendulares, recados, entrega e transporte urbano em geral.[carece de fontes?]
- Bicicleta Roadster
- Bicicleta holandesa
- Bicicleta de roda pequena
- Bicicleta dobrável
- Bicicleta de carga
- Bicicleta Porteur
- Bicicleta híbrida

### Fabricantes
As bicicletas a seguir fornecem a maioria ou todos os recursos comumente encontrados na Holanda ou na Dinamarca em uma bicicleta urbana:[carece de fontes?]
- Batavus, modelo Crescendo
- Gazelle
- Kronan
- Skeppshult
- Sparta, modelo "Atlas Trendy N7"
- Kildemoes, modelo "Clássico"
- Taarnby, modelo "City Shopper"
- Flying Pigeon, PA-02 (masculino), PA-06 (masculino) e PB-13 (feminino), fabricados na China
- Trek Bicycle Corporation, modelo L300 e outros modelos "Cidade/Trekking/Lazer".[12]
- Motobecane USA "Bistro 3", "Bistro 7" e "Bistro 8"
- Modelo "Essex" e "Oxford" de Windsor